# Automobilwerk Walter Schätzle

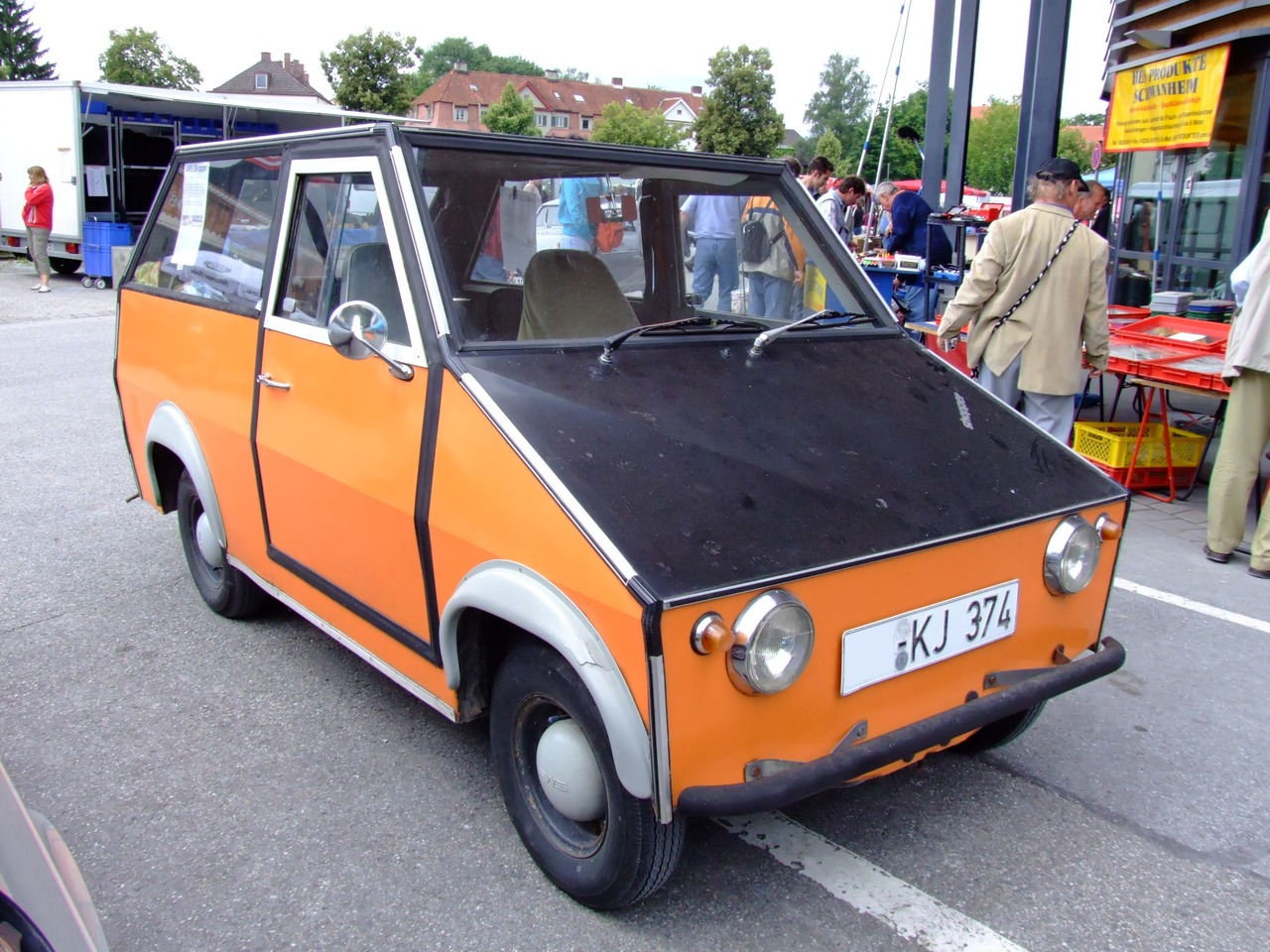
AWS Shopper van 1974

Automobilwerk Walter Schätzle was een Duitse  autofabrikant.

## Geschiedenis
De voormalige Borgward-dealer Walter Schätzle presenteerde in 1970 een dwergauto op de Hannover Messe en begon met de productie van enkele handmatig gebouwde exemplaren in Ober-Bessingen in de Landkreis Gießen, Hessen.
In 1973 richtte hij Automobilwerk Walter Schätzle op in Rudow, West-Berlijn. De merknaam was volgens de meeste bronnen AWS. In juli 1974 eindigde de productie toen het bedrijf failliet ging. In totaal zijn ongeveer 1.700 auto's gemaakt.

## Auto's
Het bedrijf produceerde dwergauto's. Voor de aandrijving zorgde de tweecilindermotor uit de Goggomobil met 250 cm³ cilinderinhoud. De prototypen werden Picollo of Piccolo genoemd. Alleen voor de auto's uit de serieproductie werd de modelnaam AWS Shopper gebruikt.